# Рябиновка (Увинський район)
Ряби́новка (рос. Рябиновка) — присілок у складі Увинському районі Удмуртії, Росія.

## Населення
Населення — 96 осіб (2010; 88 в 2002).
Національний склад станом на 2002 рік:
- удмурти — 83 %

## Урбаноніми[3]
- вулиці — Дачна, Польова